# Bitpop
Il bitpop è uno stile di musica elettronica realizzato utilizzando vecchi computer e console dei videogiochi. Tra i sistemi utilizzati ci sono il Commodore 64, il Game Boy, l'Atari 2600 e alcune console Nintendo a 8 bit. Il suono prodotto da questi sistemi, può essere combinato ad ogni grado agli strumenti tradizionali come chitarra e batteria o ai moderni sintetizzatori e drum machine o voci ed effetti sonori. Alcuni artisti utilizzano software emulatori o sintetizzatori per ricreare il suono dei sistemi a 8 bit, mentre alcuni sintetizzatori usano il chip sonoro di questi sistemi, come il Sidstation è il Midibox.

## Origini
Il termine "bitpop" fu coniato da quegli artisti che si separarono dal chip audio sebbene contenesse la sorgente del suono a 8 bit. Il nome è stato anche considerato come un gioco di parole tra il termine britpop e la parola bit. Il bitpop usa un misto tra vecchi e moderni strumenti creando spesso un suono diverso dalla sorgente sonora a 8 bit del chip audio. Una produzione bitpop, ad esempio, può essere composta quasi del tutto dal suono a 8 bit ma con voci live o ricoperto da chitarre live. Viceversa una composizione bitpop può essere composta quasi interamente da voci e strumenti ma con una bassline o la melodia principale realizzata con gli strumenti a 8 bit.

## Concetto base
A causa dell'uso di "pop" nel nome, il bitpop è a volte scambiato per un genere di musica popolare, piuttosto che uno stile di produzione. C'è un concetto comune che la bitpop è la stessa del chip audio o la musica a 8 bit. La differenza fondamentale tra gli stili di produzione è che il chip audio utilizzato è esclusivamente di una vecchia apparecchiatura a 8 bit, con una piccola o nessuna post-elaborazione con strumenti moderni.